# Beixin-Kultur
Die Beixin-Kultur (chinesisch 北辛文化, Pinyin Běixīn wénhuà), die nach ihrer Fundstätte Beixin auf die Zeit von 5400 bis 4400 v. Chr. datiert wird, war eine neolithische Kultur in Shandong, Volksrepublik China und weist enge Beziehungen zur Dawenkou-Kultur auf.
Die namensgebende Stätte am Unterlauf des Gelben Flusses wurde 1964 im Dorf Beixin (Beixin cun 北辛村) im Südosten von Tengzhou (腾州) entdeckt und wurde von 1978 bis 1979 ausgegraben.
Die Beixin-Stätte (Běixīn yízhǐ 北辛遗址) steht seit 2006 auf der Liste der Denkmäler der Volksrepublik China (6-105).